# Pescăriță râzătoare

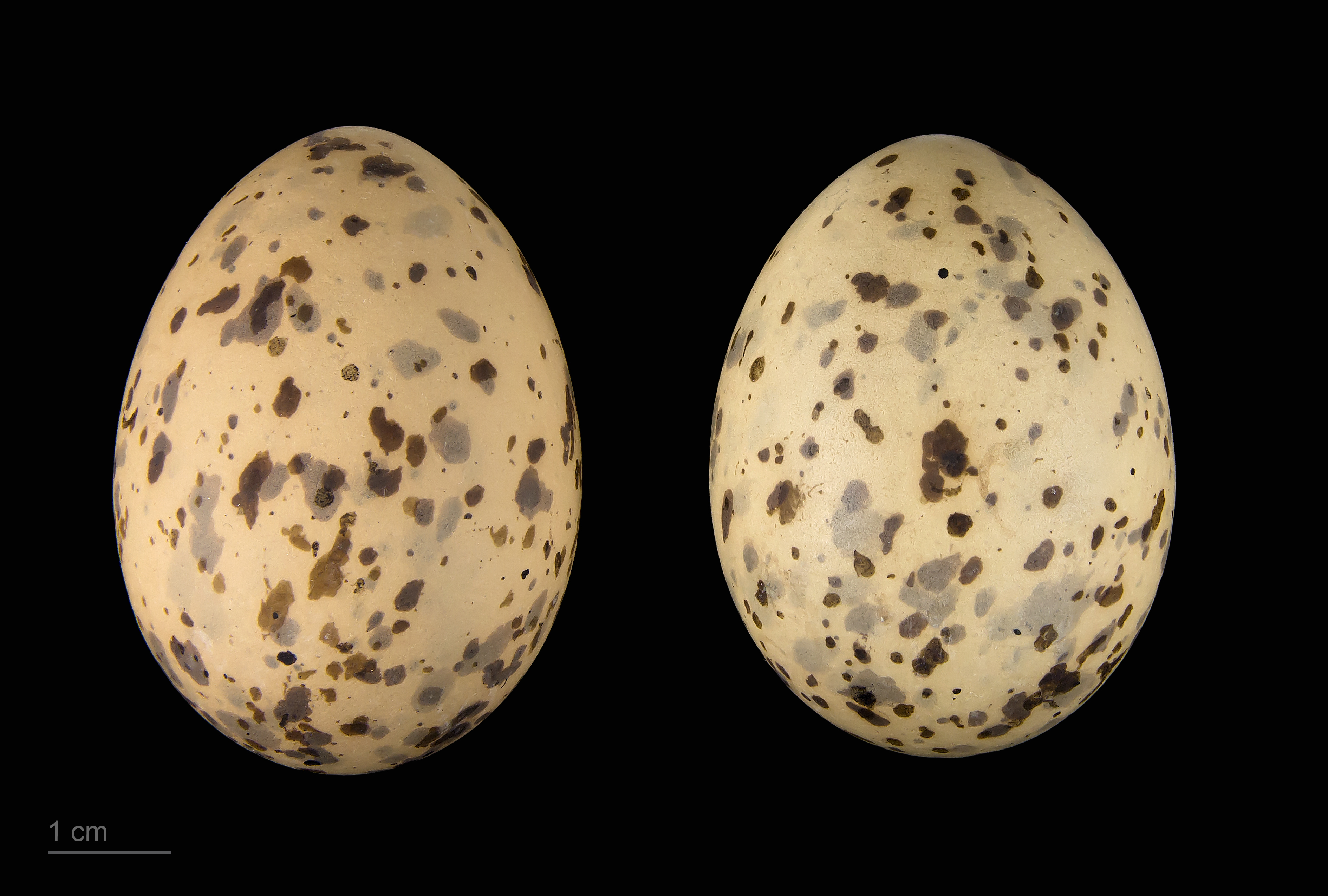
Gelochelidon nilotica - MHNT

Pescărița râzătoare (Gelochelidon nilotica), numită și pescar maritim râzător, pescăruș râzător, pescar râzător, pescăruș martin, este o pasăre acvatică migratoare din familia laridelor (Laridae), subfamilia sterninelor (Sterninae), care cuibărește în Europa de Sud, în nordul Africii, în partea temperată și de est a Asiei, pe coastele Americii de Nord și Americii de Sud. Iernează în Africa Centrală, sudul Asiei, în America Centrală. În România cuibărește ocazional în Delta Dunării și în lungul litoralului Mării Negre. Populația cuibăritoare din România este estimată la 5-10 perechi; în timpul pasajelor se pot observa între 300 și 1.000 de exemplare. Recent, la 6 aprilie 2019, a fost văzut un exemplar și în Republica Moldova, pe lacul Congaz, lângă Beșalma.
Cuibărește pe insule fără vegetație sau cu vegetație rară, pe terase uscate de nisip și nămol, pe bănci de nisip, dune, în mlaștini sărate, sărături, lagune de apă dulce, estuare, delte, pe lacuri, râuri și mlaștini. Poate fi întâlnită și în apropierea lacurilor, pe terenuri arabile, pășuni sau chiar în regiuni de semideșert, unde se hrănește. În timpul migrației se hrănește de obicei pe sărături, lagune, terase nămoloase, mlaștini și câmpuri umede. Iernează în estuare, sărături, lagune și mlaștini sărate sau pe teritorii mai mult în interiorul continentului, ca râuri mari, lacuri, terenuri arabile inundate (orezării), bălți, rezervoare, sărături și canale de irigare.
Este mai mare decât chirighițele. Are o lungime de 33–43 cm și o greutate de 130–320 g, anvergura aripilor 85–103 cm. Atinge în libertate longevitatea maximă de 16 ani. Ajunge la maturitate sexuală la vârsta de 5 ani. Sexele sunt asemănătoare după penaj. Adultul în penaj de vară are capul și ceafa negre. Spatele, tectricele alare și coada, cenușiu-albăstrui. Partea inferioară albă ca și restul părții superioare. Remigele primare cenușii, cu vârful și steagul intern puțin brunii; a 4-a și a 5-a remige primară au rahisul alb. Picioarele sunt negre. Ciocul este puternic, înalt la bază și negru. Aripile depășesc mult vârful cozii. Seamănă cu chira de mare (Sterna sandvicensis), însă aceasta are ciocul mai lung, mai fin și cu vârful galben. Strigătul tipic, "he-he-hek" și "ka-kuk", se deosebește de cel al chirei de mare.
Sosește din cartierele de iernare în a doua parte a lunii aprilie. Cuibărește, de obicei, în colonii mixte în asociere cu chiră de mare și ciocîntorsul (Recurvirostra avosetta), așezându-și cuibul în nisip, sol ușor, între ierburi joase caracteristice zonelor sărate și mai rar pe teren mlăștinos. Cuibul constă dintr-o mică adâncitură, căptușită, uneori, cu câteva resturi vegetale din apropiere sau alge. Femela depune ponta din a doua jumătate a lunii mai, până în iunie, fiind formată din 3 ouă, rareori 2 sau mai multe. Clocitul este asigurat de ambii parteneri timp de 22-23 de zile, începând de la depunerea ultimului ou. După eclozare, puii sunt hrăniți la cuib timp de 28 de zile; devin apți de zbor după 28-35 de zile, și după părăsirea cuibului rămân în grija părinților încă 3 luni.
Hrana sa este de origine animală și este alcătuită din pești (de 6-9 cm lungime), insecte și larvele acestora, dar și din arahnide, viermi sau melci. Ocazional poate captura șopârle, șerpi mici, broaște și chiar șoareci, pui de păsărele sau păsări mici. Spre deosebire de celelalte chire, nu plonjează în apă să se scufunde după peștișori, ci se hrănește căutându-și hrana de la suprafața apei și de pe sol. Prinde insecte în zbor cu multă abilitate, însă le culege și de pe sol.

## Subspecii și răspândirea geografică
Cinci subspecii sunt recunoscute. Subspecia Gelochelidon nilotica macrotarsa din Australia este considerată în prezent ca o specie aparte Gelochelidon macrotarsa (pescărița australiană).
- Gelochelidon nilotica nilotica (J. F. Gmelin, 1789) – subspecia nominată - cuibărește în sudul Europei cu populații foarte mici și izolate în partea nordică din Germania și Danemarca și în vestul și nordul Africii (la sud până în Mauritania, la est până în Tunisia), la est în Orientul Mijlociu, Kazahstan și nordul Subcontinentului Indian până în Transbaikalia și nord-estul Chinei (nord-estul Mongoliei Interioare); iernează în Africa tropicală, Golful Persic, la est până în India.[13]

În Europa cuibărește pe coastă Mării  Mediterane în Portugalia, Spania, Franța, Italia, Albania, Grecia, pe coastă Mării Negre în Bulgaria, România, Ucraina, Federația Rusă, Turcia, și pe coastă Mării Nordului în Danemarca și Germania. Cuibărește și în Armenia și Azerbaidjan. Apariții accidentale sunt înregistrate în Europa în Belgia, Bosnia și Herțegovina, Croația, Finlanda, Ungaria, Irlanda, Luxemburg, Republica Moldova, Muntenegru, Norvegia, Polonia, Serbia, Slovacia, Slovenia, Suedia, Marea Britanie.
Populațiile din estul Asiei și sud-estul Chinei, sunt uneori menționate ca o subspecie distinctă addenda, dar de obicei sunt incluse în  subspecia affinis.
- Gelochelidon nilotica affinis (Horsfield, 1821)  - cuibărește în estul și sud-estul Chinei (pe țărmurile Golfului Bohai; în Fuzhou, nord-estul provinciei Fujian, până în Guangdong); iernează în principal în sud-estul Asiei, unele populații iernează mai la vest până în vestul și sudul Subcontinentului Indian, și mai la sud-est probabil până în Australia.[13]

- Gelochelidon nilotica aranea (A. Wilson, 1814)  - cuibărește pe coasta de est a SUA din New Jersey (rareori New York), la sud până în Texas, de asemenea în Cuba, Bahamas și Puerto Rico, și răzleț de-a lungul coastei mexicane până în Yucatán; iernează de-a lungul coastelor Americii Centrale și la sud până în Brazilia și Peru.[13]

- Gelochelidon nilotica vanrossemi Bancroft, 1929  - cuibărește în vestul SUA în California (câmpia costală și Marea Salton), la sud până în vestul Mexicului (nordul peninsulei Baja California și Sinaloa și probabil la sud până în Golful Tehuantepec), cuibărește izolat în Alaska (delta râului Copper); iernează mai la sud până în Ecuador.[13]

- Gelochelidon nilotica gronvoldi Mathews, 1912  - sedentară pe coastă și în luncile râurilor din Guiana Franceză (Cayenne) la sud până în nord-estul Argentinei (Buenos Aires).[13]

În Columbia și Ecuador cuibărește probabil subspecia gronvoldi sau aranea, sau o subspecie nedescrisă.

## Statutul și conservarea
Specia nu este amenințată cu dispariția la nivel global (LC după criteriile IUCN).
Date clare cu privire la populația acestei specii nu sunt încă disponibile din cauza modificărilor taxonomice recente ale speciei, care a fost divizată în două specii distincte, pescărița râzătoare (Gelochelidon nilotica) și pescărița australiană (Gelochelidon macrotarsa). Populația globală a pescăriței râzătoare și pescăriței australiene era estimată în 2006 la circa 150,000-420,000 de indivizi.
Pescărița râzătoare nu este nicăieri abundentă, dar trendurile populaționale regionale variază și pot fi în ansamblu în declin datorită pierderii și degradării habitatelor în centrul arealului său. Se consideră că specia a suferit un declin substanțial în anii 1970-1990. Deși în anii 1990-2000 a fost stabilă în partea de sud-vest a Europei și în Rusia, efectivele din Europa de Sud-Est au scăzut numeric, iar acest declin a rămas persistent timp de trei generații. Astfel specia este considerată a fi vulnerabilă. Cu toate acestea, specia a fost recent evaluată ca fiind în creștere în Europa, unde populația a fost estimată la 16.600-21.200 perechi cuibăritoare, ceea ce echivalează cu 33.200-42.400 de indivizi maturi. Aceasta arată o recuperare a populațiilor din declinul considerabil observat în a doua jumătate a secolului XX în unele țări, de ex. în Franța în 1950 erau 500-800 de perechi, la sfârșitul secolului XX - 269-370 de perechi, iar în 2011 - 643 de perechi. Recentele recensăminte și estimări ale populațiilor au constatat că mai mult de 30% din populația europeană se află în Spania (5859 de perechi în 2007), iar alte concentrații importante în Ucraina (4000-6000 perechi), în partea europeană a Rusiei (4000-5000 de perechi) și în Turcia (537-1033 de perechi).
Populația cuibăritoare din România este estimată la 5-10 perechi și este în declin. În timpul pasajelor se pot observa între 300 și 1.000 de exemplare. Pătrunderea permanentă a omului în zonele de clocit a determinat o scădere mare a populațiilor acestei specii. În deceniile trecute pescărița râzătoare cuibărea cu miile în lagunele marine din România.
Populația globală estimată anterior a fost de până la 55.000 de perechi concentrate în principal în Federația Rusă, care a avut până la 40.000 de perechi, în Kazahstan erau 2000 de perechi pe lacul Alakol; aceste populații estice au scăzut de atunci. Populația europeană a fost estimată anterior (în anii 1990) la 6800-16000 de perechi, cu 1800-5000 de perechi în Rusia și Ucraina (unde Rezervația Biosferei Mării Negre din Ucraina rămâne un sit foarte important), 1869 perechi în Spania (în 1989), și probabil 2000-7000 de perechi în Turcia, unde au fost raportate pe atunci creșteri locale. De atunci populația din Turcia s-a micșorat, în principal ca urmare a drenării și degradării zonelor umede și este estimată la 537-1033 perechi.
În afară de o încercare nereușită în 2005, specia nu a mai cuibărit în Olanda din anii 1950, populația din Danemarca aproape a dispărut complet în ultimele decenii, iar locurile de cuibărit din Germania s-au micșorat la sud, specia cuibărind doar într-o singură colonie de la mijlocul anilor 1990. A cuibărit în nord-vestul Libiei în 2010 (s-a suspectat că a cuibărit și în 1993) și în nordul Egiptului în 2013-2014. Mai spre est, specia a început să cuibărească pentru prima dată în Bangladeș în mai 2016.
Principalele cauze ale declinului în Europa sunt deteriorarea și pierderea habitatului, cauzate de drenarea zonelor umede; intensificarea agriculturii; utilizarea pesticidelor și a altor substanțe chimice, care ucid pescărițele râzătoare sau speciile cu care se hrănesc ele; schimbarea nivelelor apelor, care provoacă inundații sau facilitează accesul animalelor de pradă la colonii. Perturbarea antropogenă a colonilor poate duce nu numai la abandonarea cuibului, și prin urmare reducerea numărului de perechi cuibăritoare, dar și la diminuarea densităților cuiburilor.
Populația europeană estimată de perechi cuibăritoare.
| Țara (sau teritoriul) | Populația estimată (perechi cuibăritoare) | Anul estimării |
| --------------------- | ----------------------------------------- | -------------- |
| Albania               | 1-5                                       | 2002-2012      |
| Armenia               | 3-10                                      | 2002-2012      |
| Bulgaria              | 2-8                                       | 2005-2012      |
| Danemarca             | 1                                         | 2011           |
| Franța                | 503                                       | 2008-2012      |
| Germania              | 41-44                                     | 2005-2009      |
| Grecia                | 180-280                                   | 2009           |
| Italia                | 543-551                                   | 2002           |
| Portugalia            | 1,000-2,000                               | 2008-2012      |
| România               | 5-10                                      | 2008-2013      |
| Rusia                 | 4,000-5,000                               | 2000-2009      |
| Spania                | 5,764-5,777                               | 2007           |
| Turcia                | 537-1,033                                 | 1998-2012      |
| Ucraina               | 4,000-6,000                               | 2000           |
| Uniunea Europeană     | 8,000-9,200                               |                |
| Europa                | 16,600-21,200                             |                |

În SUA în 2000-2004 cuibăreau 3608-4432 de perechi ale subspeciei aranea, și încă 533-810 de perechi ale subspeciei vanrossemi în America de Nord în această perioadă, iar în vestul Africii cuibăreau peste 2000 de perechi ale subspeciei nominate nilotica. În estul SUA erau în 1977 circa 2700 de perechi cuibăritoare în 83 de colonii, iar în 1984 numai 1500 de perechi. Populațiile din alte părți sunt puțin cunoscute, de ex. în America de Sud, unde pe coasta Pacificului se știe că cuibărește numai în Ecuador și, mai recent, în Columbia. În Brazilia sunt cunoscute numai trei locuri precise unde cuibărea, unul acum probabil abandonat, toate situate în zonele de coastă, dar specia a fost recent găsită că cuibărește pe insulele fluviului Amazon aproape de Manaus. De asemenea, s-a descoperit recent că cuibărește în interiorul Mexicului, mai înainte se credea că cuibărește numai pe coastă, iar  în zonele litoralului continuă să fie găsite noi locuri de cuibărit. În Caraibe, sunt făcute în continuare progrese în stabilirea arealului și statutului speciei, iar Cuba a fost recent adăugată la lista insulelor care găzduiesc populațiile cuibăritoare.
Albul era o culoare la modă în comerțul cu articole de modă (mai ales cu pălării de damă), iar penele pescărușilor, inclusiv ale pescărițelor și chirelor, precum și cele ale stârcilor și egretelor erau intens căutate. Întreaga aripă a pescărușilor de multe ori împodobeau pălăriile la modă în SUA. Vânarea pescărușilor și colectarea ouălor pentru consum și pentru comerțul cu articole de modă au decimat populațiile lor, însă la începutul secolului al XX-lea, legile și tratatele pentru protecția lor din mai multe țări au oprit acest comerț pe scară mare. Ca și la majoritatea sterninelor (Sterninae), numărul pescărițelor râzătoare a scăzut foarte mult la sfârșitul secolului al XIX-lea, datorită comerțului cu articole de modă, cu o recuperare lentă în secolul XX, până când s-au confruntat cu probleme majore legate de pierderea habitatelor, perturbarea antropogenă și pesticide; multe populații au scăzut începând cu anii 1960.

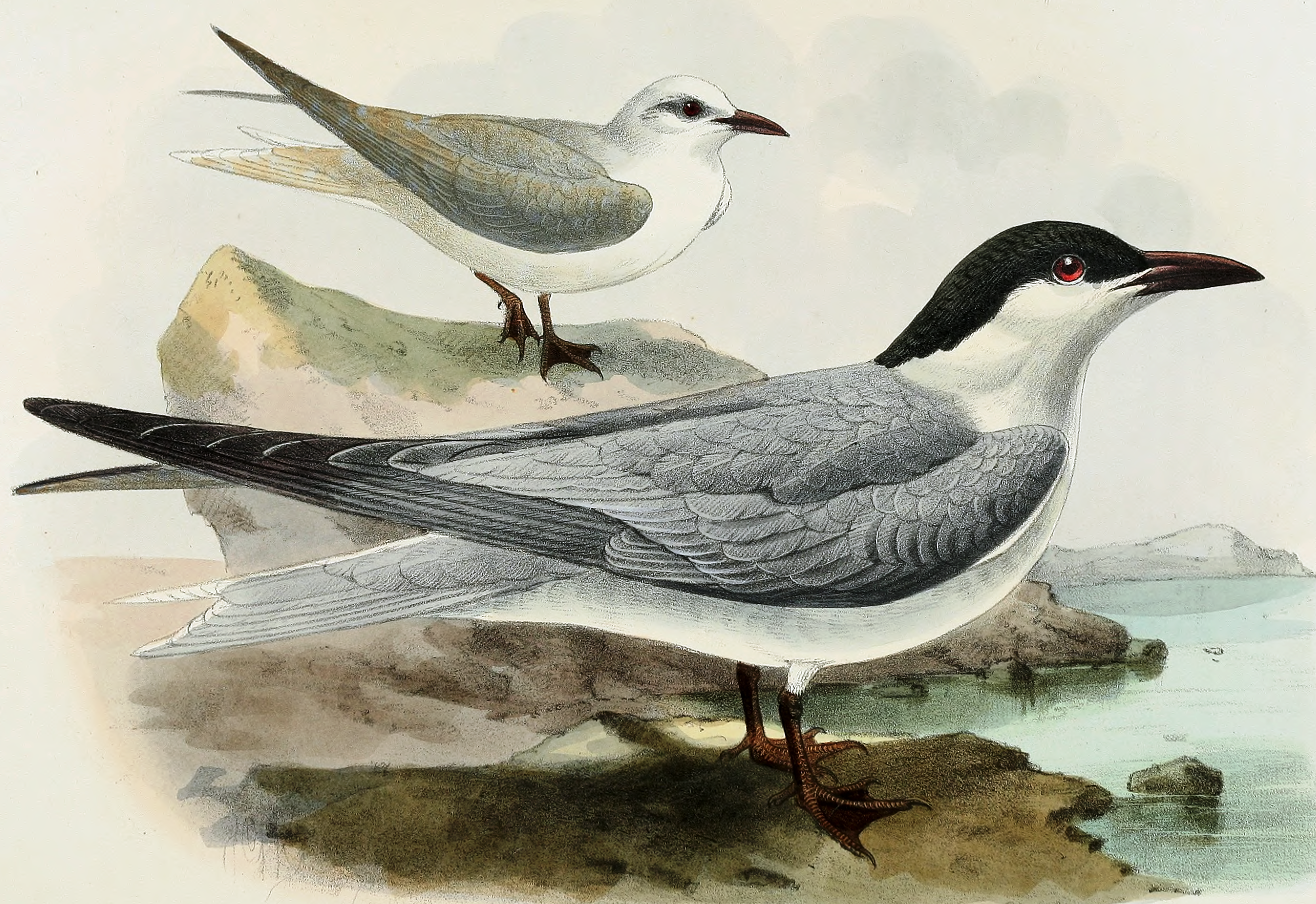
Pescărița râzătoare după Dresser (1871-1881).[19] În față - Adultul în penajul de vară. În spate -  Adultul în penajul de iarnă
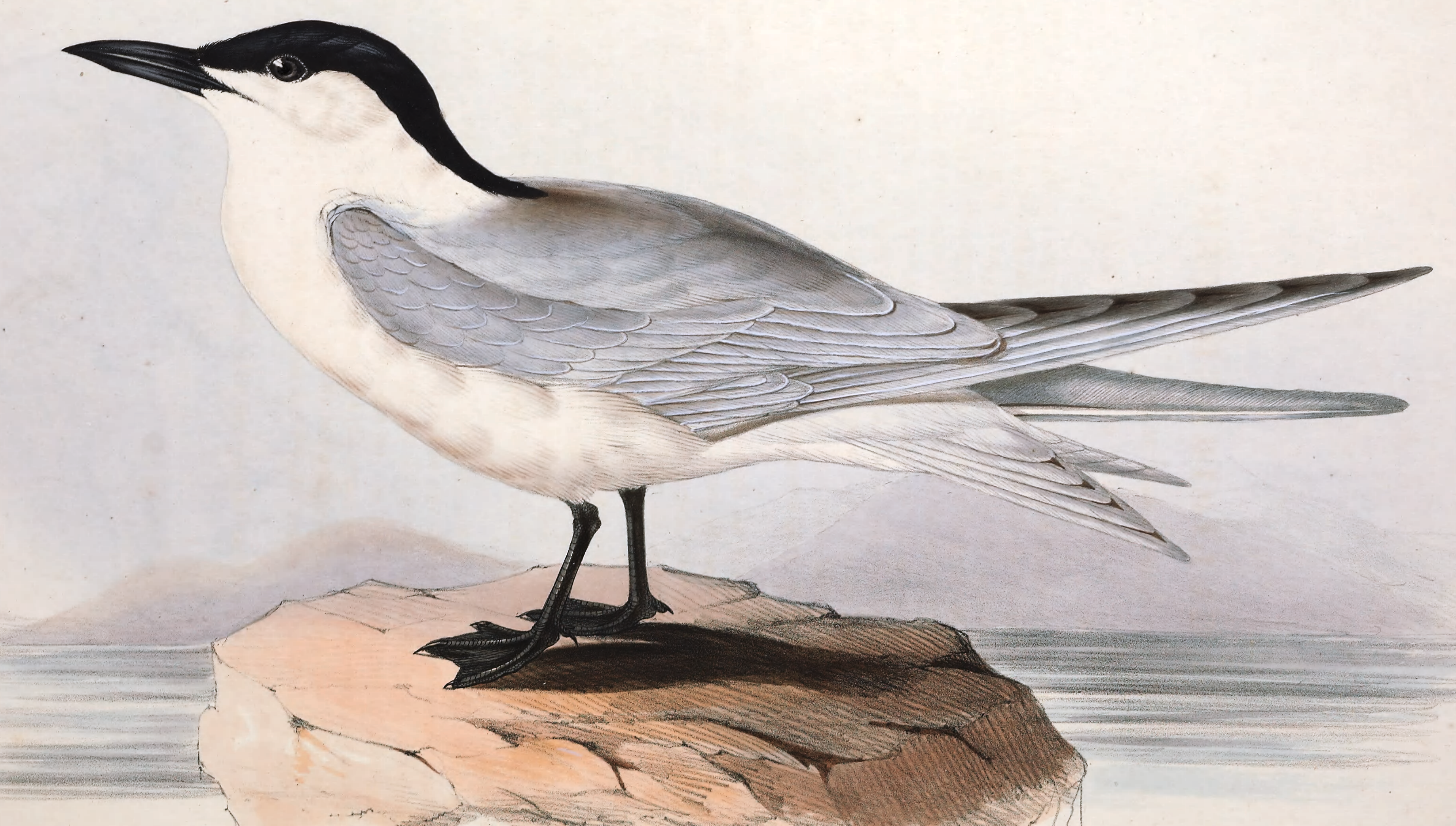
Pescărița râzătoare după John Gould (1837).[20] Adultul în penajul de vară
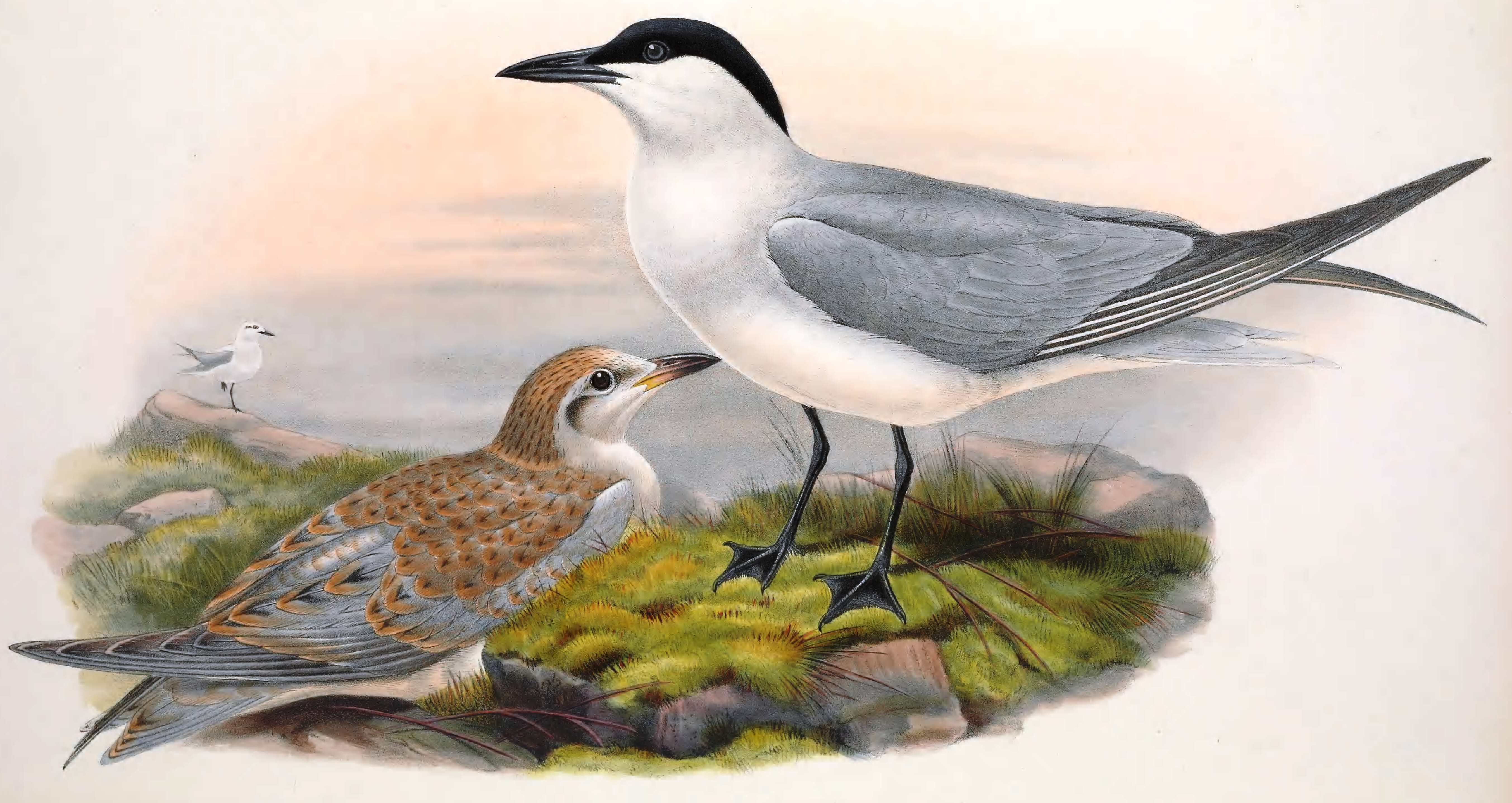
Pescărița râzătoare după John Gould (1873).[21] În față, stânga – Juvenilul. În față, dreapta - Adultul în penajul de vară. În spate,  stânga –  Adultul în penajul de iarnă
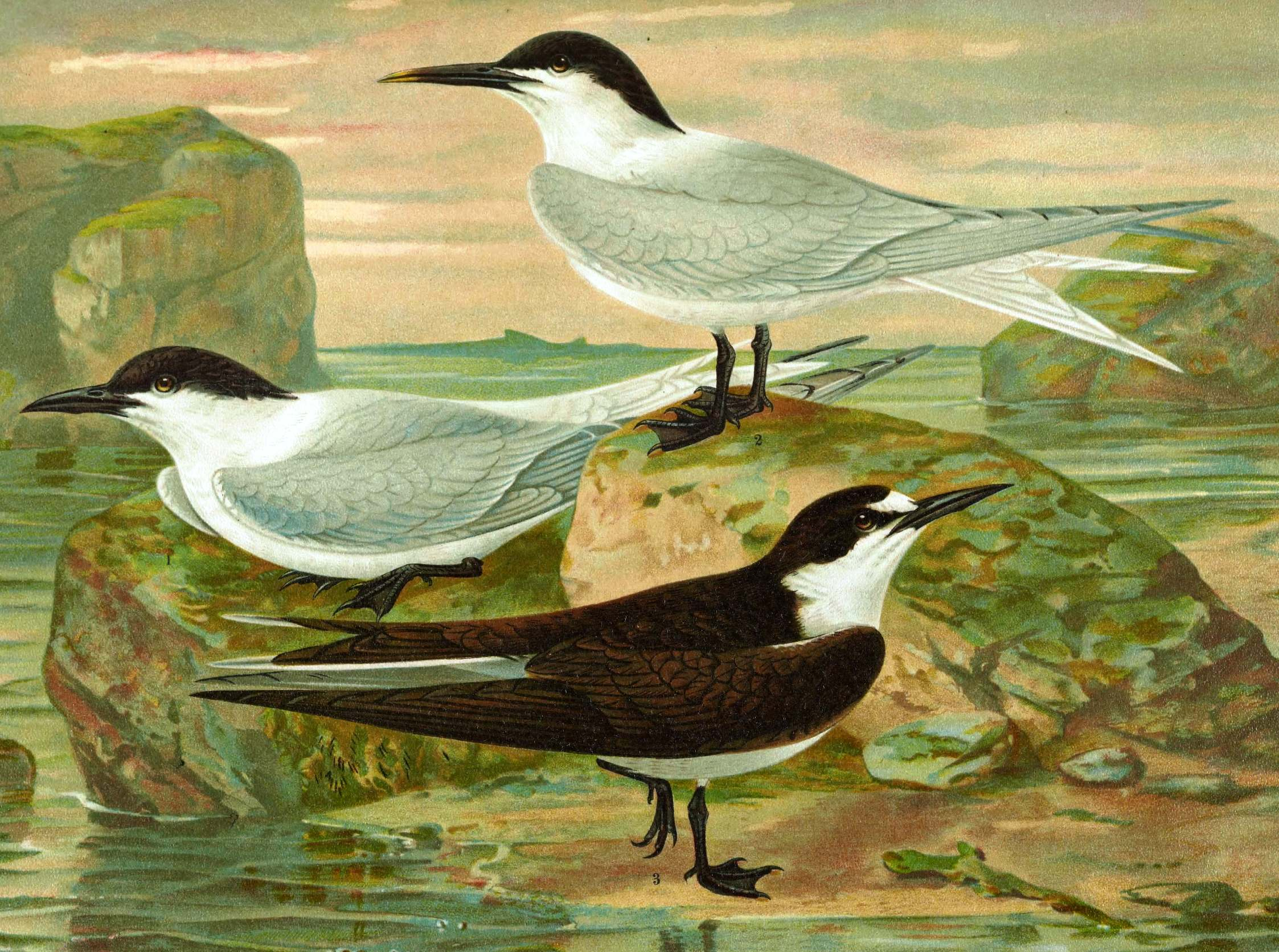
Pescărița râzătoare în penajul adult de vară după Naumann (1885-1897).[22] 1. (jos în stânga) Pescăriță râzătoare (Gelochelidon nilotica); 2. (sus în dreapta) Chiră de mare (Thalasseus sandvicensis); 3. (în centru, jos) Chiră cenuşie (Onychoprion fuscatus).
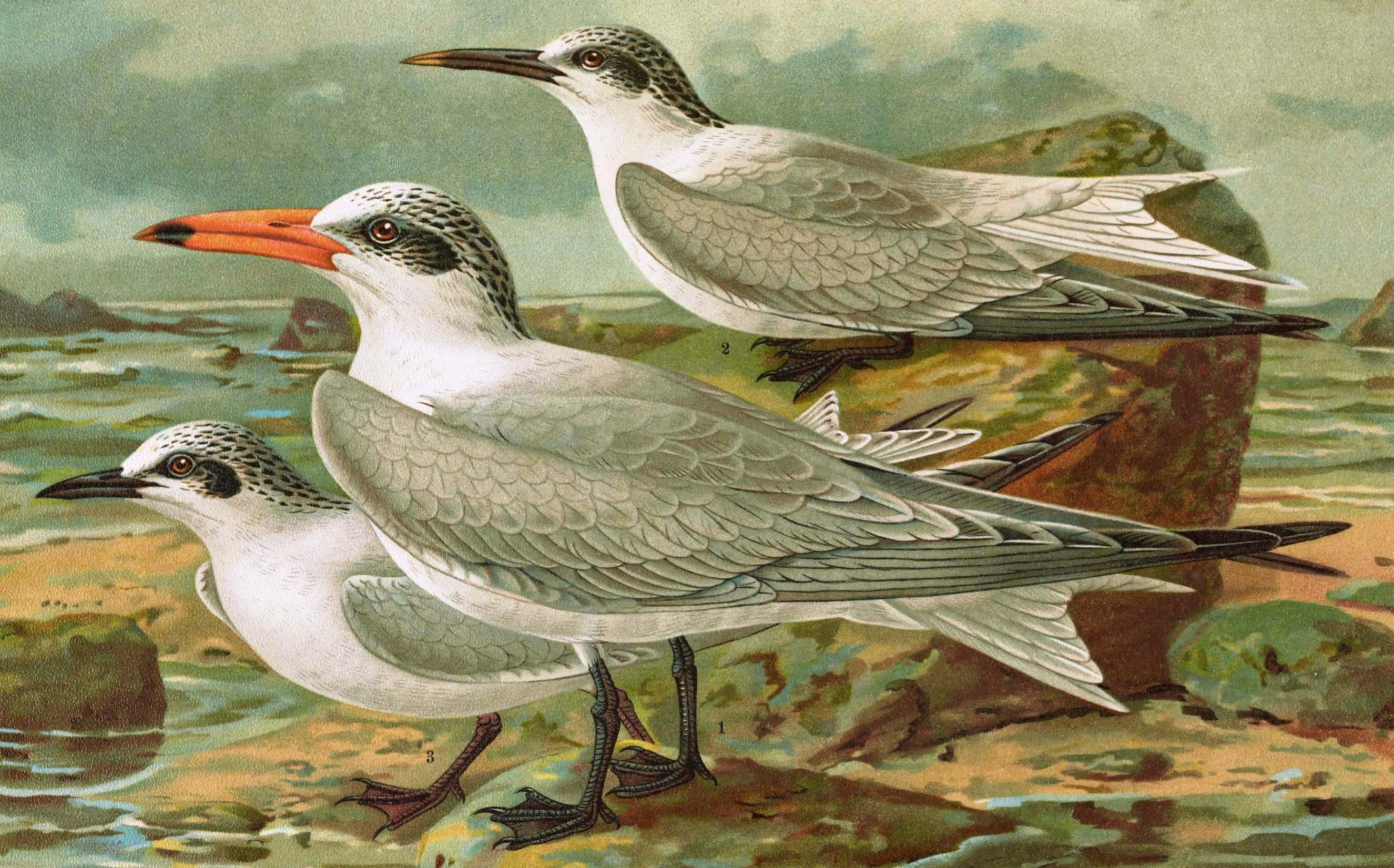
Pescărița râzătoare în penajul adult de iarnă după Naumann (1885-1897).[23] 1. (în centru) Pescăriță mare (Hydroprogne caspia); 2. (sus în dreapta) Chiră de mare (Thalasseus sandvicensis); 3. (jos în stânga) Pescăriță râzătoare (Gelochelidon nilotica).
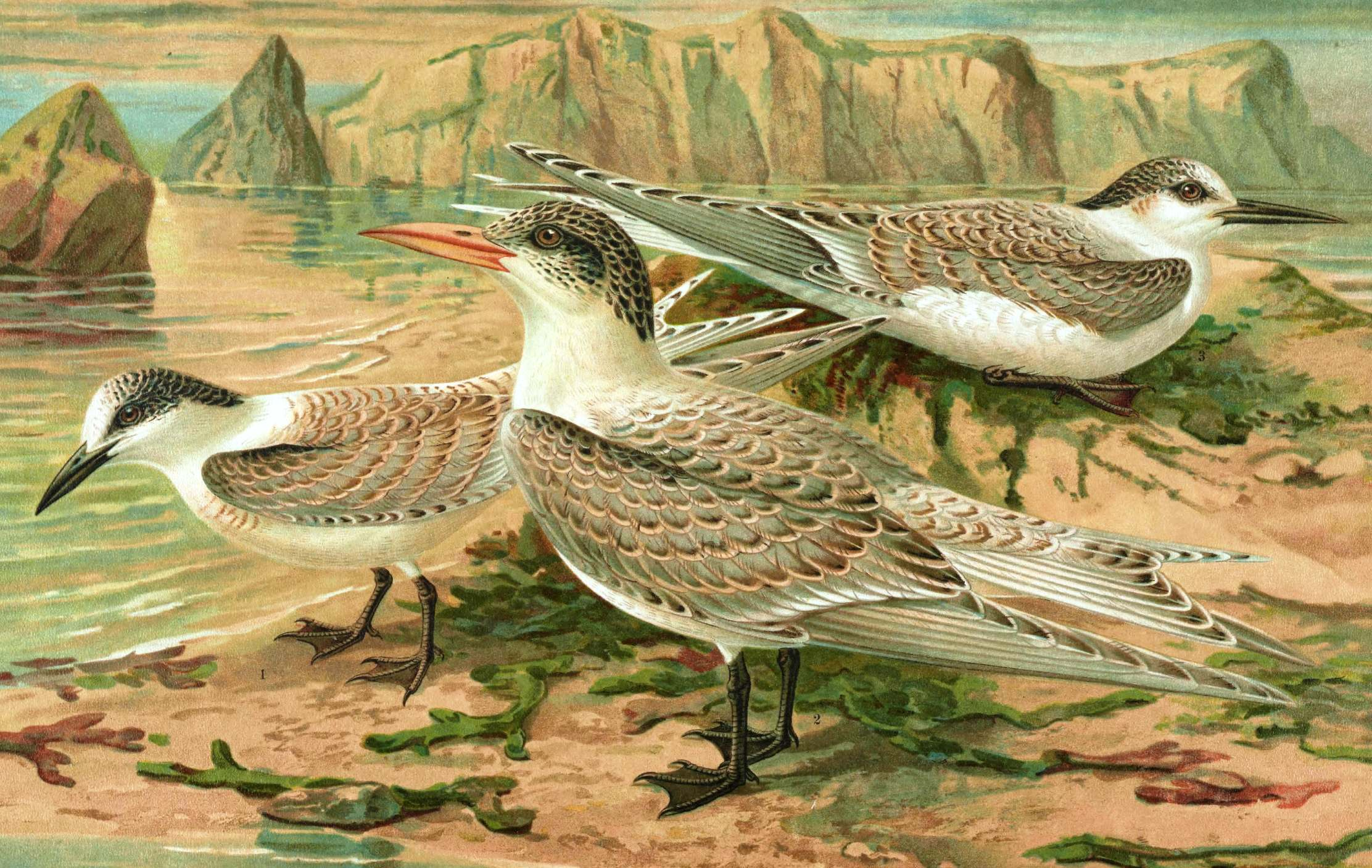
Pescărița râzătoare în penajul juvenil după Naumann (1885-1897).[24] 1. (jos în stânga) Pescăriță râzătoare (Gelochelidon nilotica); 2. (în centru) Pescăriță mare (Hydroprogne caspia); 3. (sus în dreapta) Chiră de mare (Thalasseus sandvicensis).
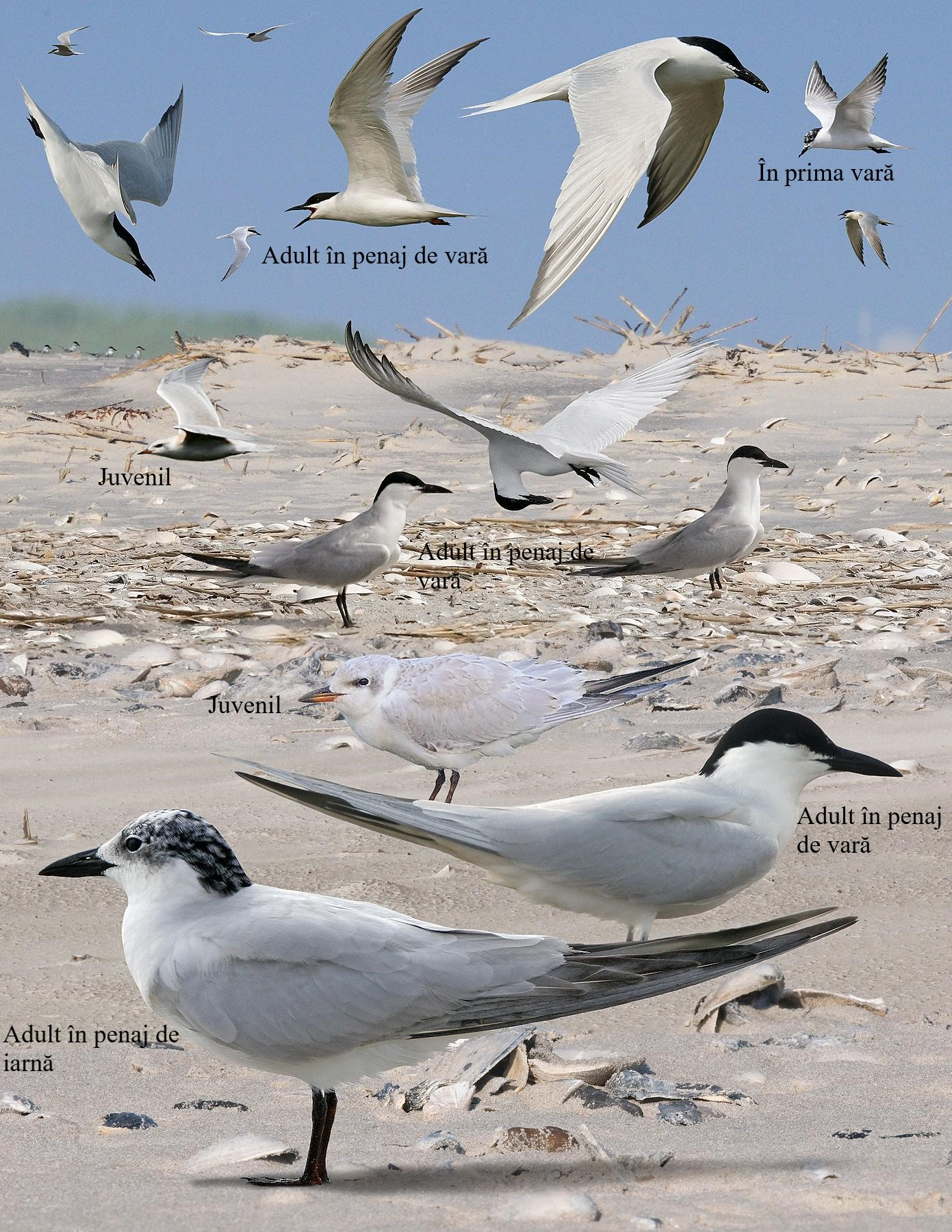
Pescărița râzătoare după Crossley ID Guide Eastern Birds
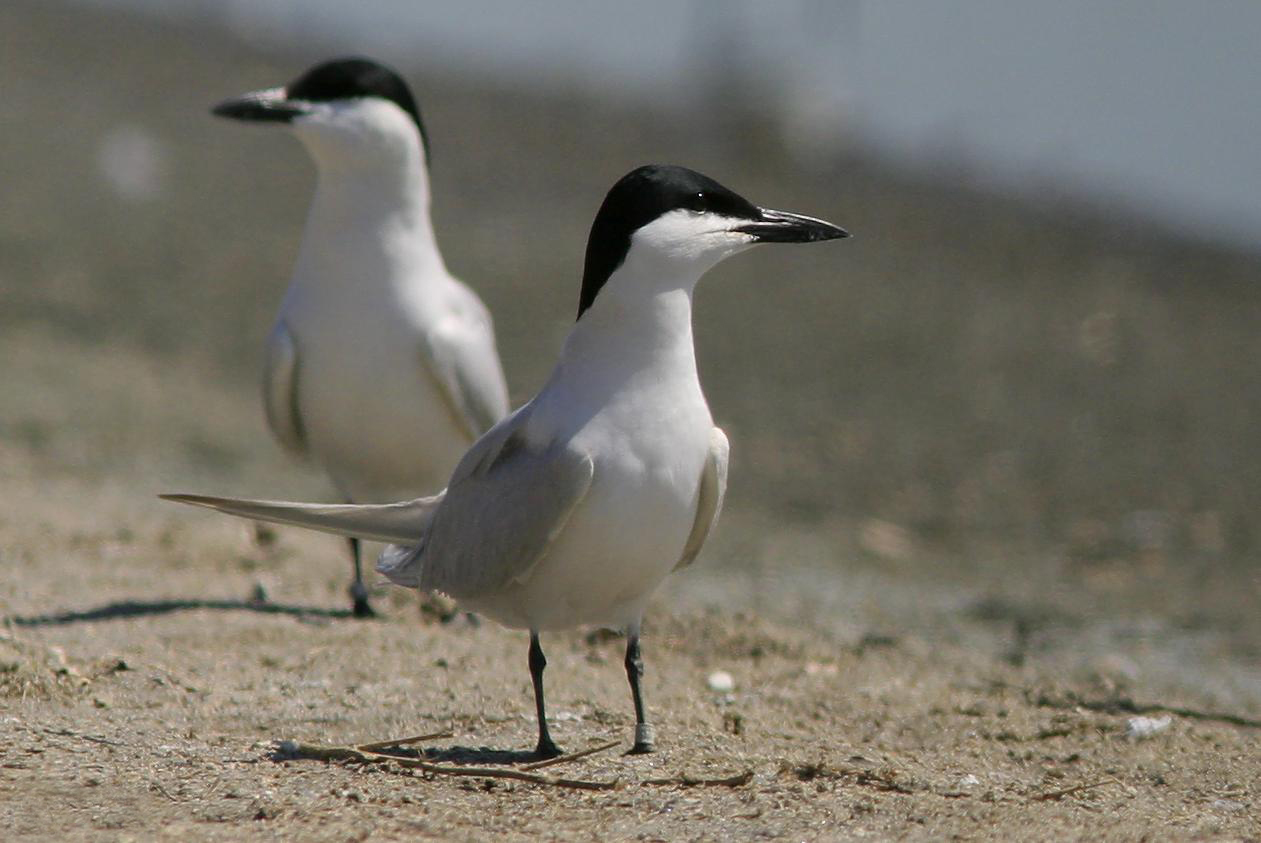
Pescărița râzătoare (subspecia vanrossemi). Adultul în penajul de vară
- Pescărița râzătoare în Olanda